# サラ・キャッスル
サラ・キャッスル(英語: Sarah Castle、1984年1月22日 - )は、アメリカ合衆国コロラド州のセンテニアル出身の女子競泳選手、車いすバスケットボール選手。イリノイ大学で経済学を学んでいた経験があり、2006年の12月に卒業している。2000年のシドニーパラリンピックでは競泳の5種目に参加しており、2004年のアテネパラリンピックでも4種目の競技に出場し100m平泳ぎSB6では銀メダルを獲得している。しかし2003年に行った肩の手術の影響により競泳を続けることが困難になり、これまで趣味の一つにすぎなかった車いすバスケットボールを本格的に始めることになる。2008年の北京パラリンピックには女子車いすバスケットボールチームの代表の一員として出場し、彼女にとって初となるパラリンピックの金メダルを手に入れた。